# Cairo Montenotte
Cairo Montenotte es una ciudad de Italia situada en el territorio de la provincia de Savona de la región de Liguria.
En 2021, el municipio tenía una población de 12 651 habitantes. Es la tercera localidad más poblada de la provincia, después de Savona y Albenga.
Se ubica unos 10 km al noroeste de la capital provincial Savona, junto a la carretera E717 que lleva a Turín. La localidad está atravesada por la carretera SP29, que sale al norte de la E717 para dividirse en dos carreteras, que llevan a Alba y Acqui Terme. Por el casco urbano pasa el río Bormida di Spigno.

## Historia
Se conoce la existencia del pueblo en documentos desde el año 967, cuando aparece con el topónimo Cairum en un documento por el que Otón I donó las tierras a Aleramo de Montferrato. En 1097, Bonifacio del Vasto donó parte de las tierras para fundar aquí la abadía de Ferrania. En 1141, una bula de Inocencio II menciona por primera vez el castillo de la localidad, que a lo largo del siglo XII perteneció junto con el pueblo a Savona, hasta que en 1214 la familia noble Del Carretto lo entregó a Génova. En el siglo XIV pasó a pertenecer a Manfredo IV de Saluzzo y más tarde a los Scarampi. La localidad medieval resultó gravemente dañada en las guerras del siglo XVI que enfrentaron al Sacro Imperio al que pertenecía contra el vecino reino de Francia; además, en 1625 y 1637 las tropas del ducado de Saboya destruyeron gran parte de la localidad en sus guerras contra la república de Génova.
En 1735-1736, la localidad pasó a formar parte del reino de Cerdeña en los términos del tratado de Viena que puso fin a la guerra de sucesión polaca. En 1796 tuvo lugar aquí la batalla de Montenotte, la primera campaña victoriosa de las tropas napoleónicas en su campaña de Italia, a partir del cual pasó a formar parte de la República Ligur y del primer Imperio francés, hasta que en 1815 fue recuperado el territorio por el reino de Cerdeña. En 1863, Víctor Manuel II de Italia autorizó a "Cairo" a cambiar su nombre a "Cairo Montenotte", en recuerdo de la famosa batalla. En 1880, se amplió el término municipal al incorporar a las hasta entonces comunas separadas de Carretto y Rocchetta Cairo. Recibió el título de ciudad en 1956.

## Demografía
| Gráfica de evolución demográfica de Cairo Montenotte entre 1861 y 2001 |
|                                                                        |
| Fuente ISTAT - elaboración gráfica de Wikipedia                        |

## Deportes
- A.S.D. Cairese